# Автомагістраль А79 (Франція)
Автомагістраль A79 (La Bourbonnaise) — автомагістраль у центральній Франції. Відкрита у листопаді 2022 року, вона з’єднує автомагістраль A71 біля Сазерета з Муленом і Дігуеном. Її розширюють до автомагістралі A6 біля Макона, будівництво якої очікується у 2023 році. A79 є модернізацією Route Nationale 79 до стандартів автостради.
A79 також був кодом проектованої автомагістралі між автомагістраллю A432 (аеропорт Ліон-Сент-Екзюпері) до автотраси A9 / A61 (Нарбонна) через Валанс, Обена та Алес. З 27 березня по 26 липня 2006 року було проведено публічне розслідування «Транспорту в долині Рони та узбережжі Лангедоку». Ця нова дорога дозволить уникнути розширення автомагістралі A7 до 2×5 смуг між Ліоном / Валансом та Оранжем і запропонує надійну альтернативу для руху до долини Рони. Вона буде обслуговувати безліч нових громад у кількох департаментах (Ардеш, Верхній Гар, Верхня Валле-де-Еро): Прива, Обена, Алес, Ле-Віган. Вартість, оцінена в 2005 році, становила 3,4 мільярда євро (для порівняння, розширення A7 і A9 коштувало б 1,5 мільярда євро).